# Pfaffenhoffen
Pfaffenhoffen (Duits:Pfaffenhofen an der Moder) is een stadje en voormalige gemeente in het Franse departement Bas-Rhin in de regio Grand Est en telt 2677 inwoners (2005). Het stadje staat bekend om de oudste Synagoge van de Elzas.  Het stadje ligt aan het riviertje de Moder.

## Geschiedenis
Tot 1 januari 2015 maakte deel uit van het kanton Bouxwiller en het arrondissement Saverne. Samen met Niedermodern werd Pfaffenhoffen overgeheveld naar het arrondissement Haguenau, dat werd hernoemd naar het arrondissement Haguenau-Wissembourg, en de beide gemeentes werden ingedeeld bij het nieuw gevormde kanton Reichshoffen.
Op 1 januari 2016 fuseerden Pfaffenhoffen, Uberach en La Walck tot de commune nouvelle Val de Moder, waarvan Pfaffenhoffen de hoofdplaats werd. Nadat op 1 januari 2019 ook Ringeldorf opging in de fusiegemeente kreeg deze de huidige naam: Val-de-Moder.

## Geografie
De oppervlakte van Pfaffenhoffen bedraagt 3,5 km², de bevolkingsdichtheid is 764,9 inwoners per km².
De onderstaande kaart toont de ligging van Pfaffenhoffen met de belangrijkste infrastructuur en aangrenzende gemeenten.

## Demografie
Onderstaande figuur toont het verloop van het inwonertal.
Pfaffenhoffen · Ringeldorf · Uberach · La Walck